# تصرف گوام توسط ژاپن
اشغال گوام توسط ژاپن (انگلیسی: Japanese occupation of Guam) دوره ای از تاریخ گوام بین سال‌های ۱۹۴۱ و ۱۹۴۴ بود که نیروهای امپراتوری ژاپن در زمان جنگ جهانی دوم، گوآم را اشغال کردند. این جزیره توسط ژاپن به اومیا-جیما ('جزیره بزرگ حرم') تغییر نام یافت.